# Kaito Nakamura
Kaito Nakamura (japanisch 中村 海渡 Nakamura Kaito; * 1. März 2001 in Kasukabe, Präfektur Saitama) ist ein japanischer Fußballspieler.

## Karriere
Kaito Nakamura erlernte das Fußballspielen in den japanischen Jugendmannschaften des FC Gois YANAKA, des 1.FC Kawagoe Mizuuekoen und des FC Gois sowie in den portugiesischen Jugendmannschaften des SC Espinho und von Sporting Braga. Von  Juli 2021 bis Januar 2022 war er vertrags- und vereinslos. Am 11. Januar 2022 nahm ihn der japanische Drittligist YSCC Yokohama aus Yokohama unter Vertrag. Sein Drittligadebüt gab Kaito Nakamura am 27. März 2022 (3. Spieltag) im Auswärtsspiel gegen den Fukushima United FC. Hier wurde er nach der Halbzeitpause für Tomoya Hayashi eingewechselt. Fukushima gewann das Spiel 2:1. In zwei Spielzeiten bestritt er zwei Ligaspiele für Yokohama. Im Januar 2024 zog es ihn nach Deutschland. Hier unterschrieb er in Bonn einen Vertrag beim FV Bonn-Endenich. Mit dem Verein spielte er siebenmal in der fünften Liga, der Mittelrheinliga. Im Juli 2024 wechselte er zum TuS Erndtebrück. Der Verein aus Erndtebrück im Wittgensteiner Land/Kreis Siegen-Wittgenstein spielt in der sechsten Liga, der Westfalenliga.